# Pantelimon (Constanța)
Pour les articles homonymes, voir Pantelimon  (homonymie).
Pantelimon est une ville de Roumanie de plus de 1 608 habitants.